# Bierde (Böhme)

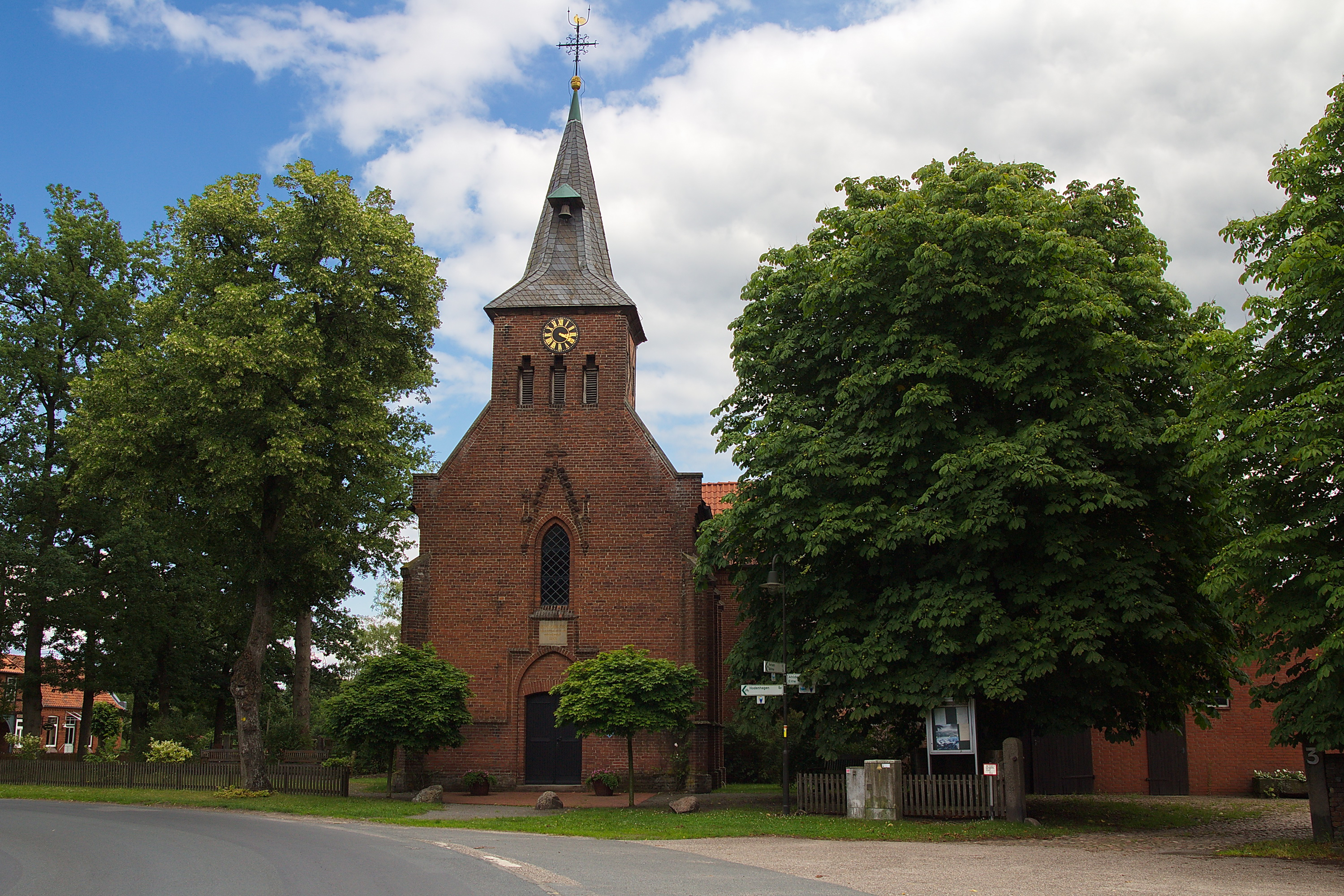
Kapelle von 1861

Bierde ist ein Dorf in der Gemeinde Böhme (Samtgemeinde Rethem/Aller), die zum Landkreis Heidekreis zählt. 

## Geschichte
Am 1. März 1974 wurde Bierde in die Gemeinde Böhme eingegliedert.

## Sagen
Bierde steckt voller Sagen. Insbesondere der Karlsberg (höchster Punkt in Bierde) ist sagenumwogen. Eine davon erzählt von zwei Riesen, die sich zerstritten und mit Steinen bewarfen. Diese Steine bildeten dann den Karlsberg.
Eine andere Sage erzählt davon, dass Karl der Große einmal dort gerastet hat und der Berg deswegen nach ihm benannt wurde. 

## Kultur und Sehenswürdigkeiten
- Unmittelbar am Bierder See, einem Altarm der Aller, liegen in einem Waldstück die Überreste der Burg Bierde in Form von Wallresten. Es handelt sich dabei um eine Befestigungsanlage inmitten der Niederung der Aller.
- Im Dorfzentrum liegt das Dorfhaus, die ehemalige alte Schule.
- Ebenfalls im Zentrum an der Landesstraße L159 liegt die Kapelle von 1861 mit der Inschrift von 1861: "Jesus Christus gestern heut und in Ewigkeit".
- Der Kapelle gegenüber findet sich an einer Scheunenwand eine Gedenktafel mit einem Gedicht zu Ehren des berühmten Hengst Torador, der 1848 starb.
- Am Bierder See befindet sich eine öffentliche Badestelle.

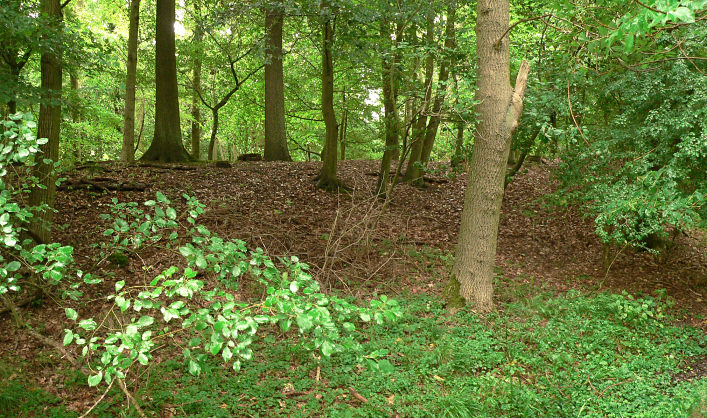
Wallrest der Bierder Burg
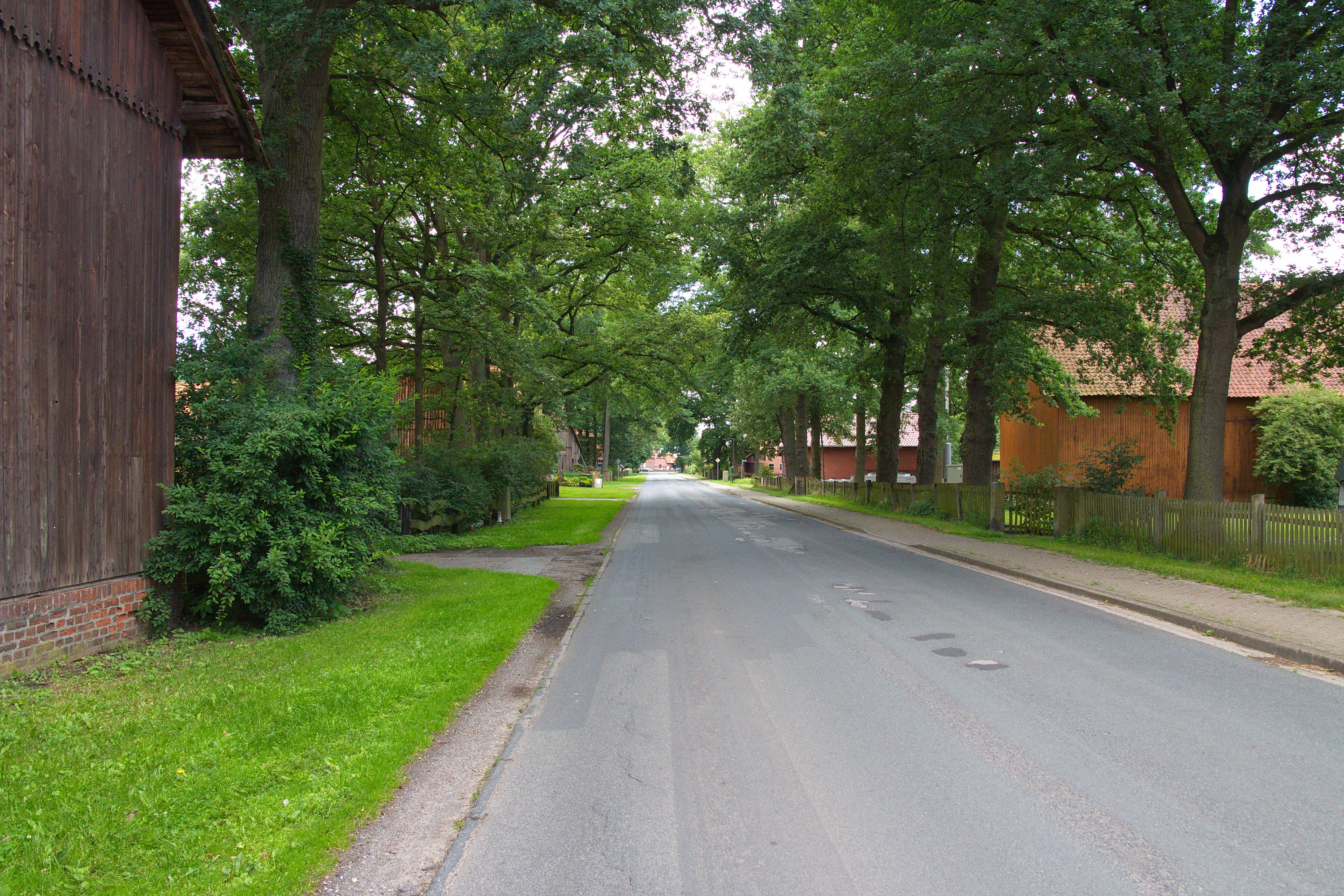
Ortsblick
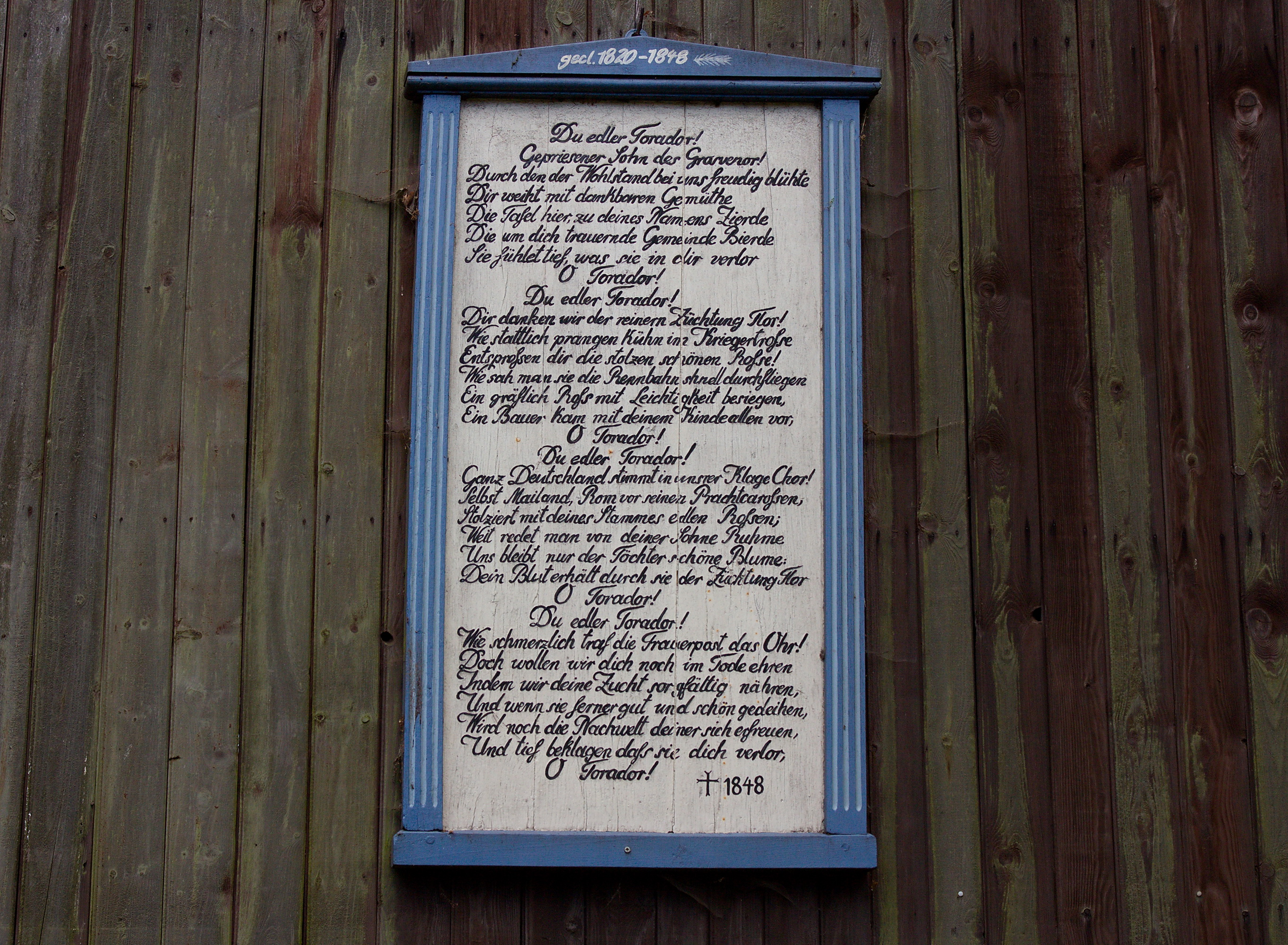
Gedenktafel Torador
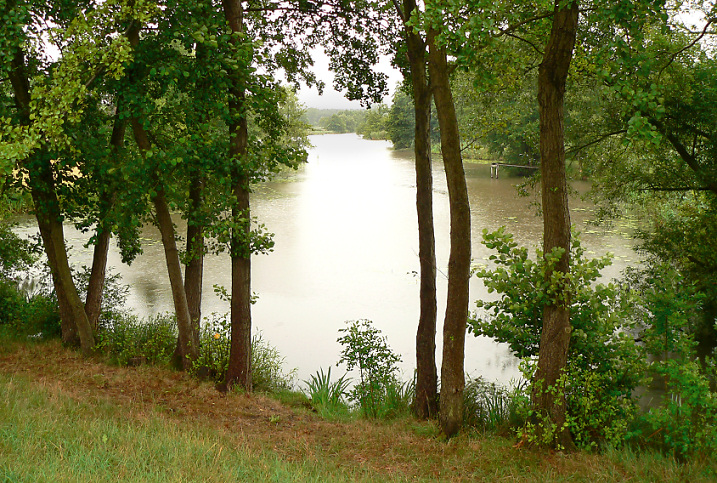
Bierder See